# Paradoks losowania
Paradoks losowania – pozorna sprzeczność dwóch zdań określających prawdopodobieństwo przy pewnym szczególnym eksperymencie polegającym na losowaniu kolorowych kul. Eksperyment polega na umieszczeniu 100 różnokolorowych kul w pojemniku w taki sposób, że znajduje się w nim:
- 10 kul białych
- 20 kul czerwonych
- 30 kul niebieskich
- 40 kul czarnych

Z tak przygotowanego pojemnika losujemy jedną kulę. Możemy stwierdzić, że:
- z największym prawdopodobieństwem wyciągnięta kula będzie czarna (bo tych jest najwięcej).
- prawdopodobieństwo, że wyciągnięta kula nie będzie czarna, jest większe niż prawdopodobieństwo wyciągnięcia kuli czarnej (bo jest więcej nie czarnych, niż czarnych).

Powyższe dwa zdania są pozornie sprzeczne ponieważ zdają się prowadzić do wniosku, że najbardziej prawdopodobne jest wylosowanie kuli czarnej i jednocześnie nieczarnej.

## Rozwiązanie
Sprzeczność wynika z odmiennego określenia przestrzeni zdarzeń dla obu zdań, co dodatkowo kamufluje nieprecyzyjny język opisujący te zdarzenia. W przypadku pierwszego zdania stwierdzamy, że prawdopodobieństwo wylosowania kuli czarnej jest większe od prawdopodobieństwa wylosowania kuli dla każdego koloru z osobna, czyli:
0,4 > 0,3 oraz 0,4 > 0,2 oraz 0,4 > 0,1
W przypadku drugiego zdania stwierdzamy, że prawdopodobieństwo wylosowania kuli czarnej jest mniejsze, ale tym razem od sumarycznego prawdopodobieństwa wylosowania kuli innego (nieczarnego) koloru, a zatem:
0,4 < (0,3 + 0,2 + 0,1)